# SummerSlam (1988)
SummerSlam (1988) było pierwszą edycją corocznej gali pay-per-view spod szyldu SummerSlam, która została wyprodukowana przez World Wrestling Federation. Miała miejsce 29 sierpnia 1988 w Madison Square Garden w Nowym Jorku. Owo pay-per-view zostało utworzone, aby pomóc federacji w walce z World Championship Wrestling (wcześniejsze Jim Crockett Promotions). Było to jedno z corocznych czterech pay-per-view, które zapoczątkowoało tzw. „wielką czwórkę” organizowaną przez federacją, prócz niej zalicza się WrestleManię, Royal Rumble oraz Survivor Series.
Na gali odbyło się dziesięć walk. Do walk początkujących galę wlicza się obrona WWF Intercontinental Championship przez The Honky Tonk Mana przeciwko tajemniczemu przeciwnikowi, jakim się okazał The Ultimate Warrior. The Ultimate Warrior zwyciężył w niecałe trzydzieści sekund, kończąc dotychczasowe najdłuższe panowanie mistrza w historii. W walce wieczoru zawalczyli The Mega Powers (Hulk Hogan i Randy Savage) oraz ich rywale, The Mega Bucks (Ted DiBiase i André the Giant). Hogan i Savage zwyciężyli po tym, kiedy Miss Elizabeth, menadżerka Savage’a, rozproszyła André i DiBiasego, ściągając swoją spódnicę i pokazując dół bikini.

## Rozwój
Pod koniec lat 80., World Wrestling Federation (WWF) należące do Vince’a McMahona było głównym rywalem dla Jim Crockett Promotions w przemyśle wrestlingowym. McMahon skontrował sukces pay-per-view Starrcade należącego do Jima Crocketta, tworząc cykl gal WrestleMania. Po WrestleManii III w 1987, najbardziej sukcesywnym pay-per-view w historii wrestlingu, McMahon stworzył Survivor Series, które było nadawane w ten sam dzień co Starrcade 1987. Po pokonaniu Crocketta w wojnie o wyższe ratingi, McMahon utworzył Royal Rumble, galę nadawaną za darmo na USA Network w styczniu 1988. Gala ustanowiła rekord ratingowy dla kanału, zbierając widownię rzędu ośmiu milionów. W ramach odwetu, Crockett utworzył Clash of the Champions, które było emitowane równo z WrestleManią IV. Gala należąca do WWF miała o wiele wyższy rating, przez co niedługo potem, Crockett złożył wniosek o upadłość i sprzedał firmę Tedowi Turnerowi, który przekształcił federację w World Championship Wrestling (WCW).
Kiedy WWF kontynuowało powiększanie swojej oferty gal pay-per-view, McMahon postanowił dodać czwartą serię corocznych gal do kalendarza. Oprócz WrestleManii w marcu, Royal Rumble w styczniu i Survivor Series w listopadzie, McMahon utworzył SummerSlam należące do sierpnia. Aby utrzymać się w tym biznesie, Turner zaczął tworzyć miesięczne pay-per-view dla WCW. W rezultacie, obie federacje zarobiły miliony dolarów dochodu. SummerSlam stało się jednym z najbardziej sukcesywnych gal dla World Wrestling Federation i należy do „Wielkiej Czwórki” wraz z WrestleManią, Survivor Series oraz Royal Rumble. Te cztery gale, wraz z King of the Ring, są znane jako „Klasyczna Piątka”.

## Przygotowania
Przed SummerSlam, The Honky Tonk Man, heelowa persona w federacji, był już najdłużej panującym Intercontinental Championem w historii WWF. Oryginalnie miał bronić mistrzostwa przeciwko Brutusowi Beefcake’owi, lecz Beefcake nie mógł wziąć udziału przez (storyline’ową) kontuzję po ataku „Outlaw” Rona Bassa tydzień wcześniej.
Również przed galą, Demolition (Ax i Smash) posiadali WWF World Tag Team Championship, które zdobyli na WrestleManii IV, będąc jedynie rok w WWF. Dostali oni walkę broniąc tytuły przeciwko wcześniejszym mistrzom The Hart Foundation (Bretowi Hartowi i Jimowi Neidhartowi), który stali się face’ami kilka tygodni wcześniej, porzucając swojego menadżera Jimmy’ego Harta.
Kolejnym feudem była rywalizacja pomiędzy Rickiem Rude i Jakem Robertsem, która zaczęła się tygodnie przed SummerSlam. Jako część swojego gimmicku, Rude oferował po swojej wygranej walce pocałunek wybranej przez siebie kobiecie z widowni. Przy jednej okazji, jedna z kobiet odmówiła tej czynności, a okazała się nią żona Robertsa, Cheryl. Kiedy ich feud się rozwinął, Rude zaczął nosić spodenki ze zdjęciem Cheryl, zmuszając Robertsa do wejścia do ringu i zdejmując odzież Rude’owi, pozostawiając go telewidzom nagiemu w ringu (pozostały mu jedynie noszone stringi).
Miesiące przed pay-per-view, Hulk Hogan i Randy Savage, najwięksi faworyci publiki WWF, feudowali kolejno z André the Giantem i Tedem DiBiasem. Dwie rywalizacje skrzyżowały się ze sobą na WrestleManii IV, na której odbył się 14-osobowy turniej o zwakowany WWF Championship. Hogan i André zostali zdyskwalifikowani w ćwierćfinałach, podczas gdy Savage i DiBiase dotarli do finału; w tej walce, Savage pokonał DiBiasego z pomocą Hogana. Savage i DiBiase feudowali o tytuł przez wiosnę i lato, lecz André nie był dołączony do tej rywalizacji dopóki on i DiBiase nie zaatakowali we dwóch samotnego Savage’a podczas wygłaszania proma. Savage szybko odzyskał siły i wyzwał André i DiBiasego do tag team matchu. Później ujawnił, że jego partnerem będzie Hogan; ich drużyna została nazwana „The Mega Powers”. Drużyna André-DiBiase, która została nazwana „The Mega Bucks”, ogłosiła, że sędzią specjalnym będzie ktoś będący fair i neutralnym w rywalizacji: Jesse Ventura, komentator w programach WWF, który podczas komentowania walk faworyzował heelów.

## Gala
| Rola:                   | Osoba:                 |
| ----------------------- | ---------------------- |
| Komentatorzy            | Superstar Billy Graham |
| Komentatorzy            | Gorilla Monsoon        |
| Przeprowadzający wywiad | Gene Okerlund          |
| Przeprowadzający wywiad | Sean Mooney            |
| Konferansjer            | Howard Finkel          |
| Sędziowie               | Earl Hebner            |
| Sędziowie               | Joey Marella           |
| Sędziowie               | Tim White              |

Galę rozpoczęła walka pomiędzy The British Bulldogs (Davey Boy Smithem i Dynamite Kidem) oraz The Fabulous Rougeaus (Jacques’em i Raymondem Rougeau). Kiedy rozpoczęła się walka, Smith od razu zaatakował Jacques’a. Dwie drużyny wymieniały się ciosami, dopóki The Rougeaus nie uderzyli się głowami po uniku Dynamite Kida, przez co upadli na matę. Dynamite Kid uciekł z kolejnego ofensywnego manewru i zmienił się ze Smithem, po czym The British Bulldogs wykonali tag teamowy ruch na Jacquesie. Pomimo posiadania przewagi, The Bulldogs nie zdołali przypiąc Jacques’a w czasie, gdyż walka zakończyła się remisem czasowym po upływie dwudziestu minut. W następnej walce zmierzyli się Bad News Brown i Ken Patera. Przed uderzeniem w dzwon, Brown zaatakował Paterę, który w odwecie wykonał clothesline z rogu ringu. Patera później zsunął się z ramion Browna i założył mu full nelson. Pod koniec walki, Brown pokonał Paterę atakując go w tył głowy swoim finisherem, Ghetto Blaster.
Po zakończeniu drugiej walki, Rick rude i Junkyard Dog weszli do ringu. Ich walka się rozpoczęła, kiedy Rude zaatakował Junkyard Doga od tyłu, który zaś odwzajemnił się wykonaniem kilka rady headbuttów. Następnie, Rude wspiął się na górną linę i zdjął swoje spodenki ujawniając kolejną parę, tym razem z wizerunkiem Cheryl Roberts. W rezultacie, Jake Roberts, mąż Cheryl, wbiegł do ringu i zaatakował Rude’a, dając zwycięstwo Rude’owi przez dyskwalifikację. Następną walką był tag team match pomiędzy The Powers of Pain (The Barbarian i The Warlord), którym towarzyszył ich menadżer The Baron, oraz The Bolsheviks (Borisem Zhukovem i Nikolai Volkoffem), którym towarzyszył Slick. Natychmiastowo, The Powers of Pain przegoniło The Bolsheviks z ringu. Slick jednakże, rozproszył The Powers of Pain na tyle skutecznie, że The Bolsheviks zdołali zaatakować wrogów i utrzymać przewagę. Zhukov później otrzymał rzut na matę i został wyrzucony z górnej liny po headbuttcie, co doprowadziło do przypięcia go przez The Barbariana.
Piątą walką był pojedynek o Intercontinental Championship pomiędzy panującym mistrzem The Honky Tonk Manem, któremu towarzyszył Jimmy Hart, oraz The Ultimate Warriorem. Przed walką zostało ogłoszone, że oryginalny przeciwnik Honky’ego, Brutus Beefcake, nie będzie mógł wziąć udziału w walce. Po usłyszeniu informacji, Honky Tonk Man nie zgodził się z tym, że ktoś zastąpi jego rywala i natychmiastowo wziął mikrofon trzymany przez Howarda Finkela i powiedział „Dajcie mi kogoś do walki, nie obchodzi mnie kto to może być”. Na jego wyzwanie odpowiedział The Ultimate Warrior. Warrior, który przypadkowo znokautował Finkela podczas biegu do ringu, natychmiastowo zaatakował The Honky Tonk Mana, który nie był jeszcze gotów do walki i miał wciąż na sobie swój wejściowe ubranie. Po wykonaniu bodyslamu i clothesline’u, Warrior odbił się od lin i wykonał swój charakterystyczny ruch, Warrior Splash. The Ultimate Warrior od razu przypiął Honky Tonk Mana i zdobył zwycięstwo, pokonując przeciwnika w około trzydzieści sekund, zdobywając tym samym tytuł i kończąc najdłuższe panowanie Intercontinental Championa w historii WWF w jednym z najkrótszych pojedynków o ów tytuł. W tej walce publika najprawdopodobniej reagowała najgłośniej; w momencie, w którym Warrior pokonał Honky Tonk Mana, fani wstali z siedzeń i niesamowicie cieszyli się z rezultatu, gdzie wiele z nich zagłosowało to jako walka roku.
Następną walką był rewanż z WrestleManii IV pomiędzy Dino Bravo i Donem Muraco. Muraco, fan publiki, miał przewagę przez większość walki, dopóki menadżer Bravo, Frenchy Martin, nie zdołał rozproszyć Muraco, pozwalając Bravo na wykonanie side suplexu i przypięciu go.
Siódmą walką nocy był pojedynek o WWF Tag Team Championship. Panujący mistrzowie Demolition (Ax i Smash), którym towarzyszył Mr. Fuji i Jimmy Hart, zawalczyli z The Hart Foundation (Bretem Hartem i Jimem Neidhartem). Kiedy uderzono w gong i walka się zaczęła, The Hart Foundation zaatakowało obu członków Demolition. Ich panowanie w ringu było krótkie, kiedy to Demolition zdominowało Neidharta. Kiedy Jim zmienił się z Bretem i ten wkroczył do ringu, Neidhart zaczął gonić Jimmy’ego Harta wokół ringu i powrócił do niego, aby zmienić się ze zmęczonym Bretem. Kiedy czwórka wrestlerów zaczęła walczyć w ringu, Neidhart zaatakował Mr. Fujiego, który znajdował się na krawędzi ringu. Pod koniec walki, Bret Hart próbował wykonał piledriver, lecz Ax uderzył go megafonem Jimmy’ego Harta. Po chwili Smash przypiął Breta i zdobył zwycięstwo dla drużyny.
W kolejnej walce zmierzyli się Big Boss Man, przy którym był Slick, oraz Koko B. Ware. Kiedy Slick skutecznie zwrócił uwagę Ware’a, Big Boss Man zaczął prowadzić w walce. Po przygnieceniu Ware’a o turnbuckle ringu, Boss Man nie chciał skończyć walki, wybrał jednak wspięcie się na górną linę i skok brzuchem na Ware’a, lecz nie trafił. Ware odzyskał siły i wykonał kilka dropkicków, lecz nie dał rady przypiąć przeciwnika. Boss Man podniósł ramiona by nie zostać przypiętym i wykonał slam na rywalu, po czym dał radę go przypiąć i zdobyć zwycięstwo. W przedostatniej walce zmierzyli się Jake Roberts i Hercules. Kiedy Roberts próbował wykonać DDT na rywalu, Herculesowi udało się uniknąć ataku i skontrolował większość pojedynku. Podczas gdy Hercules próbował rzucić Robertsem o matę, Roberts skontrował ruch na swoje DDT i przypiął Herculesa.
W walce wieczoru zmierzyli się The Mega Powers (Hulk Hogan i Randy Savage), którym towarzyszyła Miss Elizabeth, oraz The Mega Bucks (Ted DiBiase i André the Giant), którym towarzyszył menadżer André, Bobby Heenan, a także ochroniarz DiBiasego, Virgil. Jesse Ventura był sędzią specjalnym. The Mega Powers na początku walki mieli przewagę nad DiBiasem. Kiedy Hogan zaatakował André the Gianta, który znajdował się na krawędzi ringu, The Mega Bucks odzyskali kontrolę nad walką. Po chwili, czterech wrestlerów zaczęło brawl w ringu, lecz André znokautował obu członków The Mega Powers poza ring. Następnie, jako część skryptu walki, Miss Elizabeth wkroczyła na krawędź ringu i zaczęła dyskusję z Venturą, po czym zdjęła spódnicę pokazując swoją bieliznę. Kiedy Mega Bucks byli rozproszeni widokiem, Savage wspiął się na górną linę i wykonał Macho Elbow na DiBiasem, zaś potem Hogan wykonał leg drop na Tedzie. Kiedy Hogan przypiął DiBiasego, Ventura, heelowy charakter będący w zgodzie z The Mega Bucks, zaczął powolnie odliczać trzy klepnięcia o matę. W rezultacie, Savage złapał za rękę Ventury sygnalizując trzecie klepnięcie, przez co Hogan i Savage oficjalnie wygrali walkę.

## Wydarzenia po gali
The Mega Powers kontynuowali bycie razem w drużynie, lecz w nowym storyline, Randy Savage zaczął być zazdrosny o Miss Elizabeth, która zaczęła zwracać więcej uwagi Hulkowi Hoganowi, a WWF Champion zaczął się powoli denerwować ową sytuacją. Różne wydarzenia miały miejsce, gdzie współpraca pomiędzy nimi zamieniała się powoli w rywalizację. Przykładowo, Hogan prosił Elizabeth, aby pojawiała się podczas jego telewizyjnych walk, przez co Savage myślał, że łączy ich coś więcej niż przyjaźń. Podczas Royal Rumble w styczniu 1989, Hogan przypadkowo wyeliminował Savage’a przez górną linę w Royal Rumble matchu. Czarę goryczy przelała sytuacja podczas The Main Event, gdzie Elizabeth odniosła kontuzję podczas tag team matchu. Hogan postanowił zostawić Savage’a samego w ringu, aby zaopiekować się Elizabeth, więc Savage go zaatakował na backstage’u. Ich rywalizacja skulminowała się w walkę o WWF Championship należące do Savage’a na WrestleManii V, gdzie Hogan pokonał swojego byłego przyjaciela.
Jako WWF Intercontinental Champion, The Ultimate Warrior zaczął pojawiać się częściej w telewizyjnych i coraz ważniejszych walkach. Jego rywalizacja z Honky Tonk Manem była kontynuowana przez kolejne miesiące, po czym Warrior został umieszczony w nowym feudzie z Rickiem Rude na początku 1989.
Po obronie tytułów przeciwko The Hart Foundation, Demolition trzymało tytuły WWF Tag Team Championship przez kolejne 11 miesięcy, jako część rekordowego 16-miesięcznego panowania, po czym stracili tytuły na rzecz The Brain Busters (Tully’ego Blancharda i Arna Andersona) na Saturday Night’s Main Event. Podczas panowania Demolition, pomimo bycia heelami, ich wzrastająca popularność stała się kluczem do faceturnu na Survivor Series.

## Produkcja i recenzje
Gala została wyprodukowana przez World Wrestling Federation (WWF) i odbyła się 29 sierpnia 1988 w Madison Square Garden. Pay-per-view osiągnęło wykupienia rzędu 4.5, co oznacza, że 4.5% subskrybentów pay-per-view zakupiło galę.
Oryginalnymi planami na SummerSlam było sprowadzenie Rica Flaira z National Wrestling Alliance (NWA) do WWF. Vince McMahon, właściciel WWF, chciał Flaira w walce wieczoru przeciwko Savage’owi o WWF Championship. Flair jednakże, uznał sercem należy do NWA i nie chciał opuścić promocji na rzecz WWF. W rezultacie, Hogan i Savage zostali umieszczeni w tag team matchu przeciwko ich rywalom z istniejących rywalizacji.
W 2007 na stronie WWE.com ukazała się lista dziesięciu najważniejszych wydarzeń w historii SummerSlam, gdzie wygrana Intercontinental Championship przez The Ultimate Warriora została umieszczona na miejscu dziesiątym, zaś rozproszenie Miss Elizabeth w walce wieczoru na miejscu dziewiątym.
Calum Weddel, w Fighting Spirit Magazine, określił zwycięstwo The Ultimate Warriora nad Honky Tonk Manem „naprawdę zniewalającym”, zaś walkę pomiędzy The British Bulldogs i The Fabulous Rougeaus ocenił jako „ekscytującą”. Jednakże negatywnie zareagował na walkę wieczoru, nazywając ją „przewidywalną” i „nędzną”. Podobnie, Adam Nedeff z 411mania.com nazwał tag team match otwierający galę jako „solidną”, lecz „brak jej rozstrzygnięcia był rozczarowujący”. Pomimo ocenienia większości walk negatywie, walkę o WWF World Tag Team Championship nazwał „dobrą walką”. Ogólnie, ocenił galę 4.5 na 10, dodając, że „bez zwycięstwa Warriora i końcówki związanej z Miss Elizabeth, byłoby to totalnie nie zachodzące w pamięć show”.

## Wyniki walk
| Nr                                 | Wyniki | Stypulacje                                            | Czas  |
| ---------------------------------- | --- | ----------------------------------------------------- | ----- |
| 1                                  | The British Bulldogs (Davey Boy Smith i Dynamite Kid) vs. The Fabulous Rougeau Brothers (Jacques i Raymond Rougeau) zakończyło się remisem             | Tag team match                                        | 20:00 |
| 2                                  | Bad News Brown pokonał Kena Paterę | Singles match                                         | 06:33 |
| 3                                  | Rick Rude (w/ Bobby Heenan) pokonał Junkyard Doga przez dyskwalifikację                                                                                | Singles match                                         | 06:18 |
| 4                                  | The Powers of Pain (The Barbarian i The Warlord) (w/ The Baron) pokonali The Bolsheviks (Borisa Zhukova i Nikolaia Volkoffa) (w/ Slick)                | Tag team match                                        | 05:27 |
| 5                                  | The Ultimate Warrior pokonał The Honky Tonk Mana (c) (w/ Jimmy Hart)                                                                                   | Singles match o WWF Intercontinental Championship     | 00:31 |
| 6                                  | Dino Bravo (w/ Frenchy Martin) pokonał Dona Muraco | Singles match                                         | 05:28 |
| 7                                  | Demolition (Ax i Smash) (c) (w/ Mr. Fuji i Jimmy Hart) pokonali The Hart Foundation (Breta Harta i Jima Neidharta)                                     | Tag team match o WWF Tag Team Championship            | 09:49 |
| 8                                  | Big Boss Man (w/ Slick) pokonał Koko B. Ware’a | Singles match                                         | 05:57 |
| 9                                  | Jake Roberts pokonał Herculesa | Singles match                                         | 10:06 |
| 10                                 | The Mega Powers (Hulk Hogan i Randy Savage) (w/ Miss Elizabeth) pokonali The Mega Bucks (Teda DiBiasego i André the Gianta) (w/ Bobby Heenan i Virgil) | Tag team match z Jessem Venturą jako sędzia specjalny | 13:57 |
| (c) – mistrz/mistrzyni przed walką | |                                                       |       |